# Бенетти, Андреа
Андреа Бенетти (род. 15 января 1964, Болонья) — итальянский художник, фотограф и дизайнер. Автор Манифеста нео-пещерного искусства, который представил в 2009 году на 53-й Венецианской биеннале в Университете Ка-Фоскари.

## Биография
Родился в 1964 году в Болонье.
В 2006 году он написал «Манифест нео-пещерного искусства», который затем представил на 53-й Венецианской биеннале искусства в 2009 году. Он вдохновлялся прямыми или косвенными отсылками к первым формам искусства, которые создал доисторический человек. Из наскальных работ Бенетти заимствовал их стилистические особенности с творческой точки зрения, создавая произведения, наполненные стилизованными зооморфными и антропоморфными мотивами, геометрическими фигурами и абстрактными формами, с полями цвета, как если бы они создавали этический и философский мост между доисторической эпохой и современностью. Они были наполнены использованием растительных пигментов и техник, таких как барельеф и граффити. Его работы представлены в основных национальных и зарубежных коллекциях произведений искусства (таких как коллекции Организации Объединённых Наций, Ватикана и Квиринальского дворца). Среди его последних выставок — «Цвета и звуки истоков» (Болонья, Палаццо Д. 'Accursio, 2013), «VR60768 · антропоморфная фигура» (Рим, Палата депутатов, 2015), «Патер Люминий» (Галлиполи, Гражданский музей, 2017) и «Лица против насилия» (Болонья, Палаццо Д’Аккурсио, 2017). В 2020 году художнику была присуждена «Премия Неттуно» города Болоньи.

## Музеи и коллекции
Частные и институциональные музеи и художественные коллекции, в которых были приобретены работы Андреа Бенетти: 
.

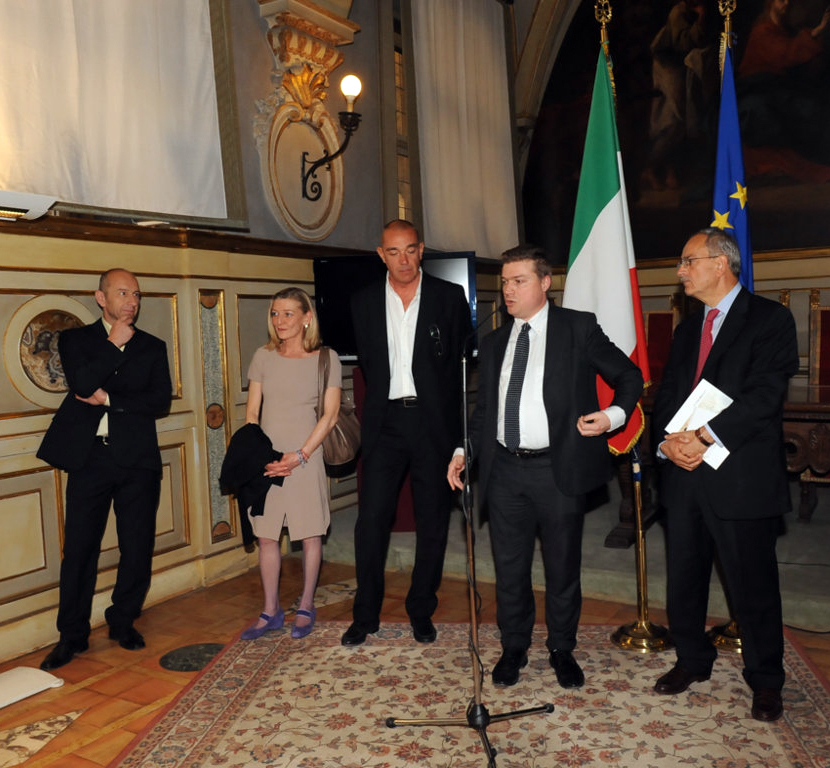
Андреа Бенетти в Риме, в Палате депутатов, на открытии выставки «VR60768 — anthropomorphic figure»

- Коллекция произведений искусства Организации Объединённых Наций (Нью-Йорк, США)[3]
- Коллекция произведений искусства Ватикана (Читта-дель-Ватикано)[3]
- MACIA — Итальянский музей современного искусства в Америке (Сан-Хосе, Коста-Рика)[10]
- Коллекция Quirinal Art Collection ∙ Президентство Италии в Республике ∙ (Рим, Италия)[3]
- Палаццо Монтечиторио ∙ Парламент Италии ∙ Депутатская палата (Рим, Италия)[11]
- Коллекция произведений искусства Университета Феррары (Феррара, Италия)[12]
- Коллекция произведений искусства Университета Бари (Бари, Италия)[13]
- Мамбо ∙ Музей современного искусства Болоньи (Болонья, Италия)[14]
- Museion ∙ Музей современного искусства Больцано (Больцано, Италия)[15].
- CAMeC — Camec ∙ Центр современного искусства (Специя, Италия)[16]
- Музей Ф. П. Микетти (Франкавилла-аль-Маре, Италия)[17]
- Музей современного искусства Освальдо Личини (Асколи-Пичено, Италия)[18]
- Муниципалитет Lecce Art Collection (Лечче, Италия)[19]

## Награды
- Участие в LIII Венецианской биеннале с презентацией «Манифеста неорупестрийского искусства», 2009 г.[3][3][20][21]
- Специальное участие в выпуске LXI Международной премии Ф. П. Мичетти, 2010 г.[22][23][24]
- Присуждение Международной премии за выдающиеся достижения в Университет Бари Альдо Моро, 2014 г.[25][26]
- Вручение премии «Nettuno d’Oro», 2020 г.[27][28]